# Arizona (film fra 1918)
 For alternative betydninger, se Arizona (flertydig). (Se også artikler, som begynder med Arizona)
Arizona er en amerikansk stumfilm fra 1918 af Albert Parker.

## Medvirkende
- Douglas Fairbanks som Denton
- Theodore Roberts som Canby
- Kate Price som Mrs. Canby
- Frederick Burton som Benham
- Harry Northrup som Hodgeman